# ذاكرة شعبية

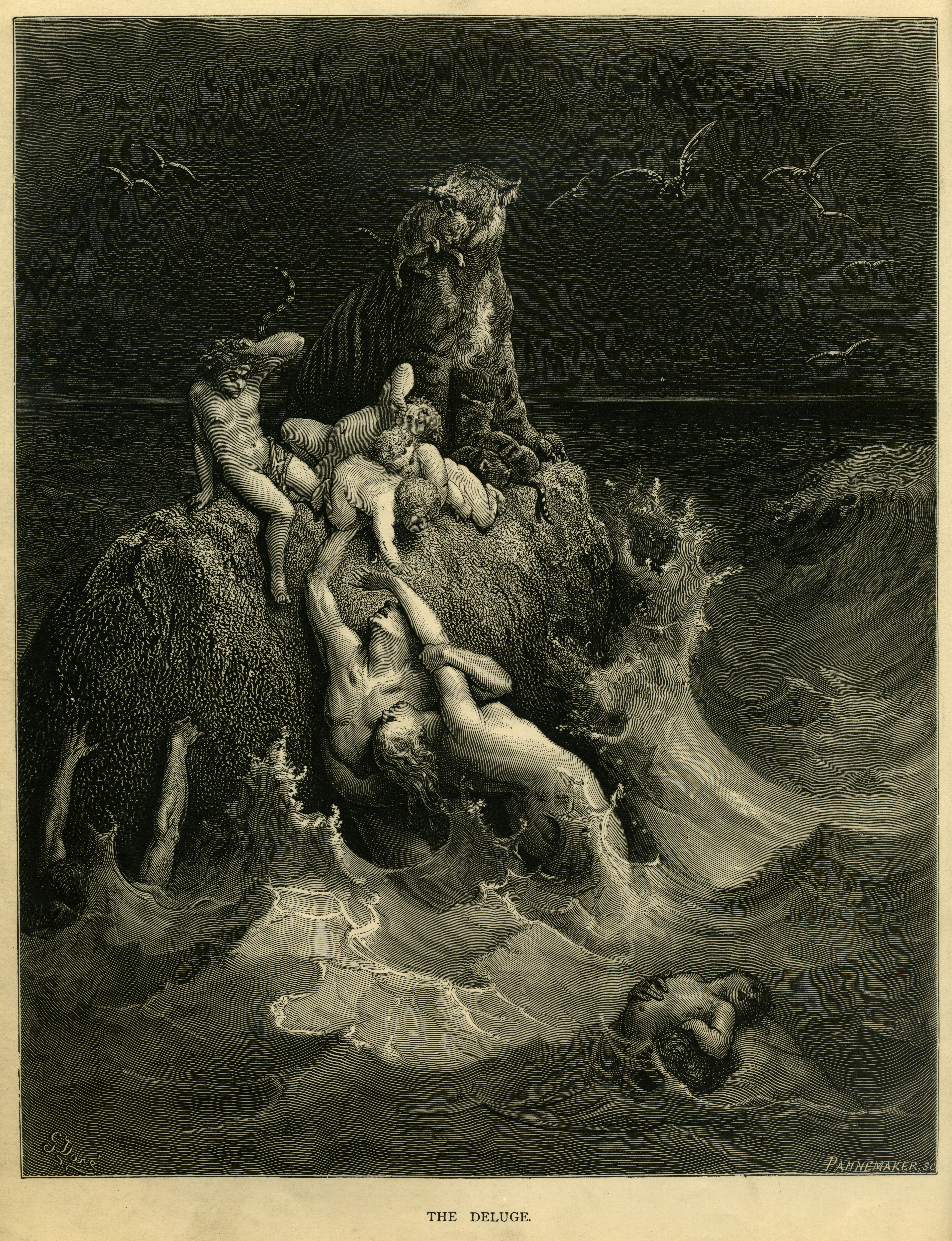

الذاكرة الشعبية أو الذاكرة الفولكلورية هو مصطلح تعبيري يُستخدم لوصف القصص والفولكلور أو الأساطير حول الأحداث الماضية التي تم نقلها شفوياً عن طريق التلقين من جيل إلى جيل، ومنها أحداث تعود إلى مئات أو آلاف أو حتى عشرات الآلاف من السنين، وغالباً ما تكون ذات أهمية محلية، ويكمن تفسير الخصائص الفيزيائية للذاكرة الشعبية في البيئة المحلية، وتوفير أسباب التقاليد الثقافية أو إعطاء علم أصول الكلام عن أسماء الأماكن المحلية.